# 19500 Hillaryfultz
19500 Hillaryfultz è un asteroide della fascia principale. Scoperto nel 1998, presenta un'orbita caratterizzata da un semiasse maggiore pari a 2,7130312 UA e da un'eccentricità di 0,0783666, inclinata di 7,20045° rispetto all'eclittica.